# Perizoma saawichiata
Perizoma saawichiata là một loài bướm đêm trong họ Geometridae.